# Tetratheca plumosa
Tetratheca plumosa är en tvåhjärtbladig växtart som beskrevs av R.Butcher. Tetratheca plumosa ingår i släktet Tetratheca och familjen Elaeocarpaceae. Inga underarter finns listade i Catalogue of Life.